# Johan Carlström
Denna artikel handlar om ekonomen Johan Carlström. För företagsledaren och ingenjören Johan Karlström, se Johan Karlström
Johan Magnus Carlström, född 8 september 1963, är en svensk företagsledare.
Johan Carlström har utbildat sig på ekonomilinjen vid Uppsala universitet 1985–1987 och på Stockholms universitet 1987–1988. Han har bland annat varit telekomanalytiker på Handelsbanken 1999–2002 samt arbetat på talsyntesföretaget Artificial Solutions 2004–2006. Han var verkställande direktör för Fingerprint Cards maj 2009 – maj 2015 samt ledamot i styrelsen för detta företag från november 2013 till juni 2015.
Johan Carlström är genom sitt bolag Kalvsviks Klyven huvudägare av holdingbolaget Sunfloro, som med drygt 16 procent av röstetalet är den störste enskilda ägaren i Fingerprint Cards (2015).
I juni 2022 dömdes Carlström till 1.5 års fängelse för grovt insiderbrott.